# Jesús de Otoro
Jesús de Otoro es un municipio del departamento de Intibucá en la República de Honduras.

## Toponimia
El Municipio de Jesús de Otoro, su primer nombre fue Jurla y se fundó en los años 1300-1400.
Su nombre actual proviene de Fray Juan de Jesús Zepeda y Zepeda (1808-1885), Obispo de Comayagua y por estar ubicado en el valle de Otoro.

## Límites
| Orientación | Límite                                        |
| ----------- | --------------------------------------------- |
| Norte       | Municipio de San José de Comayagua, Comayagua |
| Norte       | Municipio de San Pedro Zacapa, Santa Bárbara  |
| Sur         | Municipio de Masaguara, Intibucá              |
| Sur         | Municipio de Intibucá, Intibucá               |
| Este        | Municipio de Siguatepeque, Comayagua          |
| Oeste       | Municipio de San Isidro, Intibucá             |
| Oeste       | Municipio de Intibucá, Intibucá               |

Situado en el centro del valle de su nombre.

## Historia
En 1817, Anteriormente se llamó San Juan de Quelala, pertenecía al Departamento de Gracias, al crear el Departamento de La Paz, formó parte de él.
En 1820, se constituye como Municipio mediante acuerdo; años más tarde llegó a Jurla, fray Juan Félix de Jesús Zepeda y Zepeda, quien se ganó la simpatía de los habitantes y en su honor dispusieron cambiar el nombre de “Jurla” por el actual de: “Jesús de Otoro”; "Jesús", en honor al fraile y "Otoro" que es un nombre antiguo del valle y de un riachuelo que cruza de oeste a este).
En 1883, pasó a Intibucá, como Municipio.
El Decreto No.146 le dio categoría de Villa.
En 1993 (1 de octubre), se le dio el título de ciudad, siendo Alcalde municipal el señor Eleno Serén Mancia y presidente constitucional de la república, el Licenciado Rafael Leonardo Callejas.
En 2006, Jesús Evelio Inestroza se hizo merecedor de una Mención de Honor del Premio de Estudios Históricos Rey Juan Carlos I que otorga la Cooperación Cultural Española en Honduras por su investigación "Los pueblos antiguos del Valle de Otoro (una aproximación a la microhistoria)".

## División Política
Aldeas: 6 (2013)
Caseríos: 135 (2013)
| Código | Aldea          |
| ------ | -------------- |
| 100701 | Jesús de Otoro |
| 100702 | Coclán         |
| 100703 | El Junquillo   |
| 100704 | San Antonio    |
| 100705 | San Jerónimo   |
| 100706 | San Rafael     |
|        | La Rodadora    |

## Personas destacadas[7]
| "Gabriel Rivera Nolasco"     | 1905 - 1979 | Fue Alcalde de Jesús de Otoro militar, abogado, político y profesor hondureño.                                                                                            |  |  |
| Vicente Tosta Carrasco       |             | Presidente de la república de Honduras. |  |  |
| Vicente Gámez Nolasco        | 1893 - 1970 | Abogado y pedagógo |  |  |
| Gualberto Cantarero Palacios |             | abogado, político, Gobernador de intibucá, Diputado constitucionalista, Escritor, autor de la explicación y argumento oficial del Himno Nacional de Honduras.             |  |  |
| Miguel Ángel Gámez           | 1954        | Ingeniero Civil, especialista en carreteras, político, escritor y compositor, Representante de Honduras ante el CILA, Ministro de SOPTRAVI Diputado al Congreso Nacional. |  |  |